# Szymkowszczyzna (rejon grodzieński)
Szymkowszczyzna (biał. Шынкаўшчына; ros. Шинковщина) – wieś na Białorusi, w obwodzie grodzieńskim, w rejonie werenowskim, w sielsowiecie Zabłoć.
W XIX w. wieś i dwa folwarki. W dwudziestoleciu międzywojennym wieś i trzy folwarki Szymkowszczyzna I, II i III. Leżały one w Polsce, w województwie nowogródzkim, w powiecie lidzkim, do 11 kwietnia 1929 w gminie Sobakińce, następnie w gminie Zabłoć.